# جو ديفيس (لاعب كرة قدم)
جو ديفيس (بالإنجليزية: Joe Davis)‏ (24 أغسطس 1938 في المملكة المتحدة - ) هو لاعب كرة قدم بريطاني في مركز الدفاع. لعب مع سوانزي سيتي ونادي بريستول روفيرز.

## وصلات خارجية
- جو ديفيس على موقع قاعدة بيانات كرة القدم.إي يو (الإنجليزية)